# 聖格勞山
41°59′45.46″N 2°42′41.76″E / 41.9959611°N 2.7116000°E

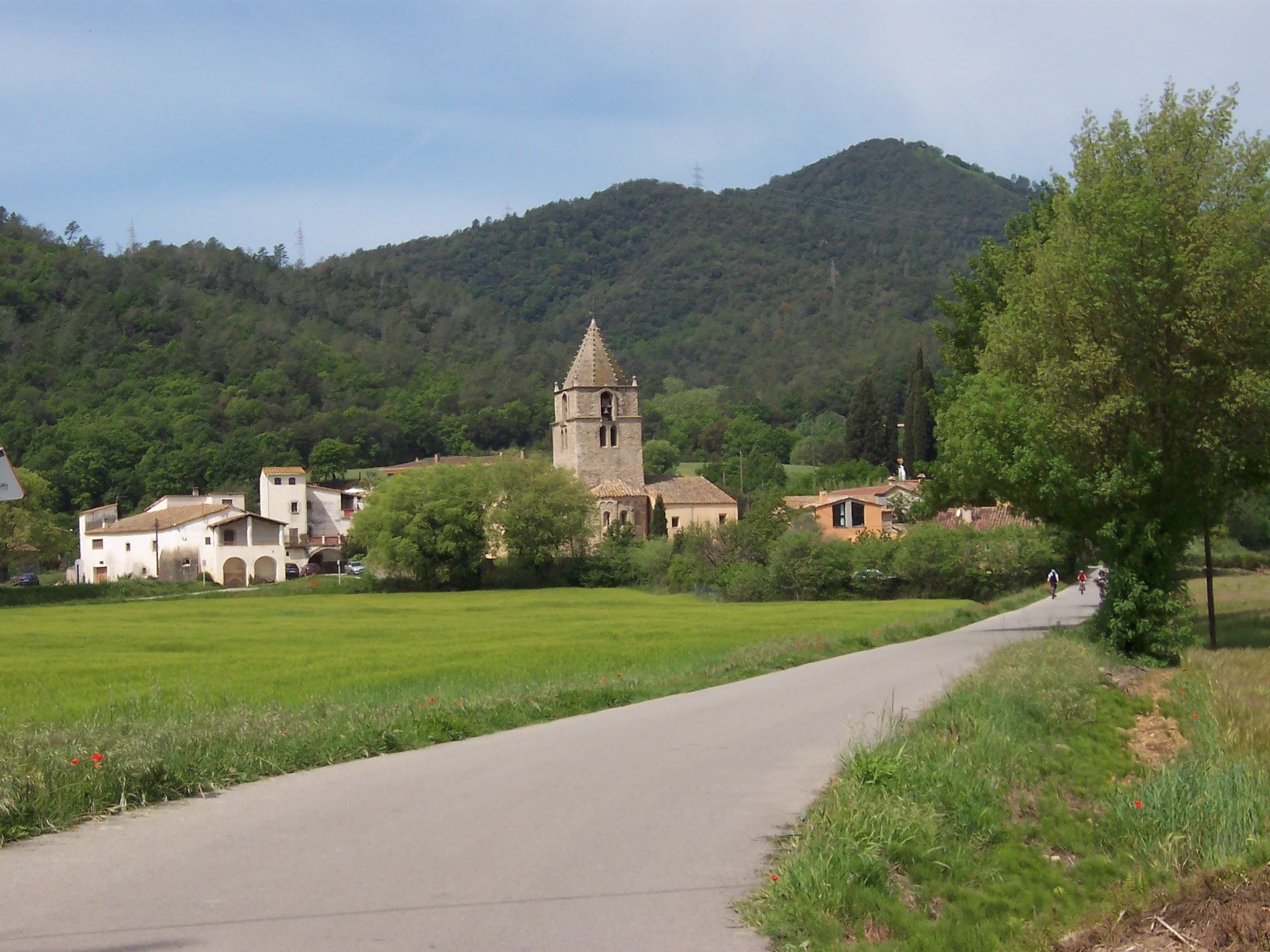

聖格勞山，是西班牙的山峰，位於該國東北部加泰羅尼亞的赫羅納省，處於桑特格雷戈里以西，海拔高度500米，該山峰有城堡遺蹟和三角點。